# Kâgssagssuk
Kâgssagssuk is een voetbalclub uit Groenland die gevestigd is in Maniitsoq. De club werd eenmaal Groenlands kampioen.

## Resultaten
- Coca Cola GM

1989